# 三甲基氟硅烷
三甲基氟硅烷是一种有机硅化合物，化学式为(CH3)3SiF。它可以在三甲基氰硅烷和氟硼酸钠的反应中生成。它和降冰片基锂反应，可以得到三甲基硅基降冰片烷。

## 拓展阅读
- Matthias Driess, Klaus Merz, Christian Monsé. . Chem. Commun. 2003, (20): 2608–2609  [2022-10-14]. ISSN 1359-7345. doi:10.1039/B308660G （英语）.